# Bertil Landelius
Sven Bertil Landelius, född 1912 i Malmö, död 1985 i Kristianstad, var en svensk målare och grafiker. 

## Biografi
Bertil Landelius inriktade sig tidigt på att bli konstnär. Efter studentexamen 1930 fortsatte han sina konststudier i Köpenhamn och vid Skånska målarskolan i Malmö. Under åren 1931–1935 genomgick han Högre konstindustriella skolan i Stockholm och utexaminerades därifrån som teckningslärare.
Redan 1931 hade han emellertid gjort en uppmärksammad debut på Skånes konstförenings stora höstsalong i Malmö, där han sedan återkom under många år. Från och med våren 1934 deltog han också i flera av Sveriges allmänna konstförenings salonger i Stockholm. Sin första separatutställning hade han 1934 i Lund hos Konstnärsgruppen Aura, i vilken han invaldes som medlem 1937. I Kristianstad fick man för första gången stifta bekantskap med hans konst i samband med den stora Kristianstadsutställningen 1939.
Efter det första framträdandet i Kristianstad 1939 dröjde det till 1945, innan man här fick möta Landelius konst på en separatutställning. Den visades i museets dåvarande konstgalleri i Tekniska skolan och i Konstföreningens regi. Förutom deltagande i några samlingsutställningar utställde Landelius därefter i olika lokaler i Kristianstad 1951, 1954, 1958 och 1963. I november sistnämnda år visades en större retrospektiv utställning i museets konstgaller i Tyghuset. Efter ett längre uppehåll, bland annat beroende på att Landelius under åren 1962–1969 tjänstgjorde som lärare vid Lärarhögskolan i Kristianstad, återkom han med en utställning i början av år 1977 på museet. 

## Konstnärskap
I Stockholm framträdde Bertil Landelius 1942 med en första separatutställning hos Galleri Gummeson och mottogs av en mycket positiv kritik. I Dagens Nyheter bedömde Yngve Berg hans utställning som ”en av de märkligaste, någon av de unga, internationellt inställda Skånemålarna visat i Stockholm”. Nils Palmgren skrev i Aftonbladet: ”Bertil Landelius hör till en ung falang inom skånskt landskapsmåleri, som fått den mörka tonen och det breda, djärva penselstrecket i kontakt med den moderna danska konsten. Det egendomliga och goda med hans palett är, att den har must och kraft där ljuset är nedskruvat till en mycket dov helhetsverkan”. Några år senare skrev samme kritiker: ”hans motiv är enkla och alldagliga och det illustrativa betyder föga i hans konst. Utsikten över en väg i skogen, ett skogsbryn, några stenar och ett fruset vatten, sådana motiv är honom nog. Men på dessa spelar han ett stycke, som har en rent musikalisk rikedom i tonen.”
Bertil Landelius debuterade vid en tid, då en ny naturromantik tog form inom skånskt måleri. Av stor betydelse för Landelius blev mötet med Carl Fredrik Hills konst, som först blev mer allmänt känd genom ett par större utställningar i Stockholm och Malmö i början av 1930-talet. En annan mästare, som gjorde starkt intryck på honom, var Paul Gauguin, av vilken han lärde sig främst att utnyttja träsnittstekniken. I övrigt är det särskilt ett par äldre skånska konstnärskollegor, som påverkat Landelius konstnärliga utveckling, nämligen Erik Jönsson och Pär Siegård. Den förre, som i likhet med Landelius var malmöbo men som sedan bardomen tillbragte sina flesta somrar vid Ivösjön, förmedlade till sin yngre kamrat en stark känsla för bygden kring denna sjö. Det ledde till att Landelius 1940 bosatte sig i Näsum vid sjöns norra strand. Under de följande åren gjorde han Ivösjöbygden till sin speciella konstnärliga domän. Medan Erik Jönsson framför allt målade sommarlandet med dess rika blomning har Landelius visat, vad denna bygd kan ge under övriga årstider. Med särskilt inlevelse han skildrat vinterlandskap med suggestiv stämningsverkan, såväl i olja som i akvarell, gouache och pastell samt inte minst i träsnitt.
Sommaren 1941 utförde Pär Siegård sin stora freskomålning i Vånga kyrka, där han inplacerat Jesu förklaring i landskapet vid Ivösjöns stränder. Bertil Landelius hade redan tidigare utfört större dekorativa arbeten: kalkmålningar i Solbacka läroverk 1937 och i ABF-hemmet i Malmö året därpå. Kontakten med Siegård medverkade till ett växande intresse för freskotekniken och Landelius kom att bli en av provinsens mest anlitade företrädare för denna teknik. Sin första fresk utförde han 1947 i Malmö Folkets hus, ”April”, och därefter följde uppdrag för tingshusen i Hörby 1951, ”Land skall med lag byggas”, och i Kristianstad 1952 , ”Land och stad”. Stora kyrkodekorer fick han utföra i Oppmanna 1955, ”Kyrkoåret” och i Heliga Korsets kapell i Kristianstad 1956, ”Ljuset från andra sidan”. 1966 tillkom fresken ”ekarna” i Sölvesborgs tingshus. Sina motiv har konstnären främst hämtat ur vardagens arbetsliv och från årets växlingar i naturen. I skolor och sjukhus på olika håll har han också utfört arbeten såväl i freskoteknik som i glasmosaik.
Från början av 1940-talet visade Landelius ett större intresse än tidigare för figurmotiv, inte bara i sitt monumentalmåleri utan också i stafflikonst och träsnitt. Utan att direkt arbeta som bokillustratör inspirerades han att utföra en serie fria bilder med motiv ur Dickens roman David Copperfield. Diktare som Dan Andersson, Nils Ferlin och Pär Lagerkvist lämnade också motiv för bildskapande. Under senare år införlivade Landelius ett nytt område med sina konstnärliga domäner, nämligen Blekinge med dess skärgård.
Bertil Landelius är begravd på Östra begravningsplatsen i Kristianstad.

## Representerad
Bertil Landelius verk finns representerade på  Moderna museet och Malmö museum samt på i ABF-huset i Malmö.